# Lipat Kajang Atas
Lipat Kajang Atas is een bestuurslaag in het regentschap Aceh Singkil van de provincie Atjeh, Indonesië. Lipat Kajang Atas telt 1001 inwoners (volkstelling 2010).